# Eurytoma blanci
Eurytoma blanci is een vliesvleugelig insect uit de familie Eurytomidae. De wetenschappelijke naam is voor het eerst geldig gepubliceerd in 1902 door Kieffer.